# Décarburation

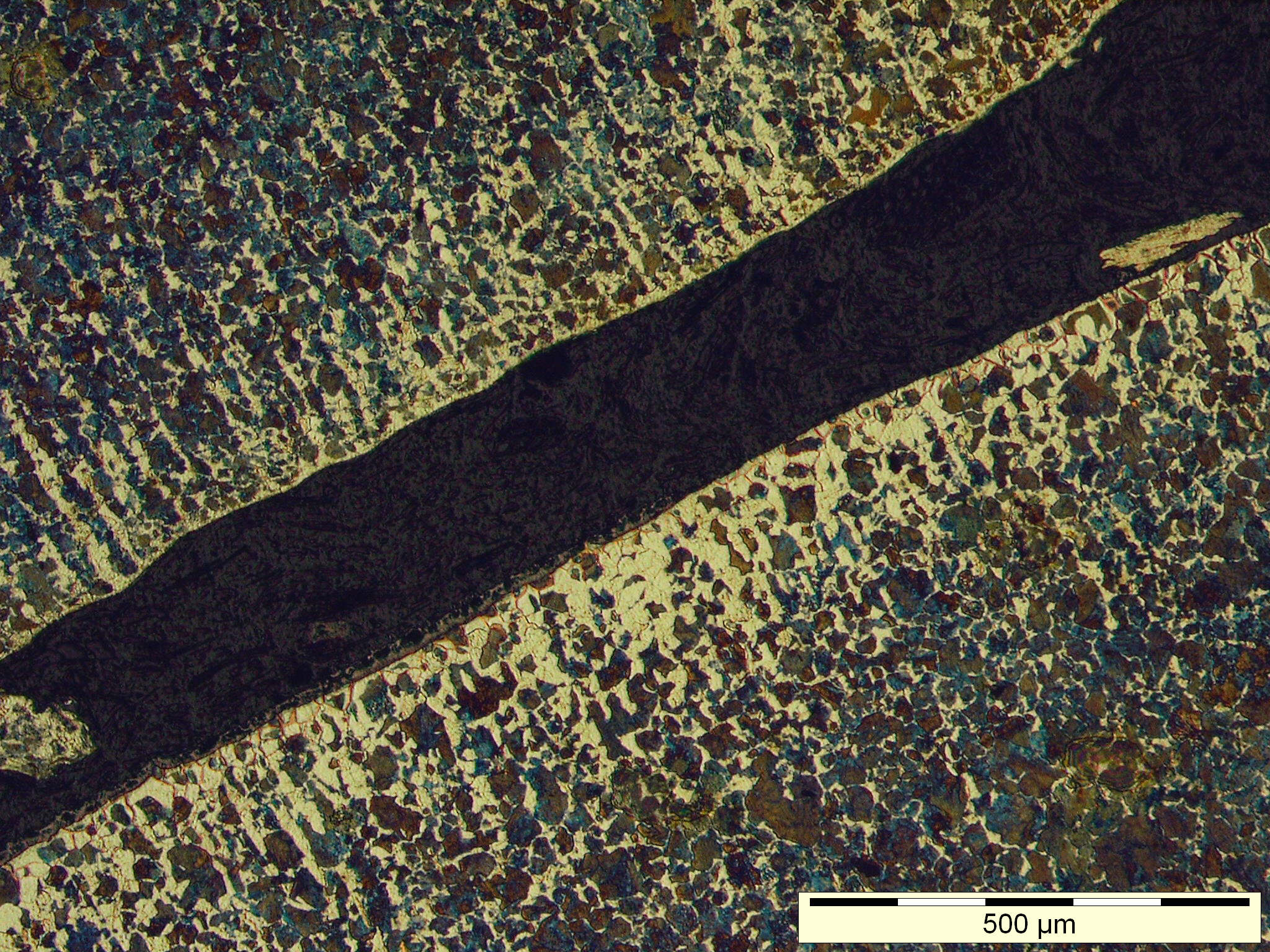
Métallographie d'une décarburation de surface parasite (non recherchée) d'un acier recuit directement sous air sans gaz inerte de protection (Ar).

La décarburation est le résultat d'un traitement permettant d'abaisser le taux de carbone dans des fontes ou des aciers. 

## Phénomène
Selon la profondeur, ou le volume, de métal affecté par la décarburation, on distingue la décarburation de surface (traitement métallurgique d'une pièce) et la décarburation dans la masse du métal à l'état fondu (réalisée avec un convertisseur dans une aciérie). 

### Décarburation de surface
Entre 1 100 et 1 300 °C, sous atmosphère oxydante, le carbone a tendance à réagir et à s'échapper sous forme gazeuse de la surface d'une pièce en acier. Les couches superficielles s'appauvrissent en carbone par rapport aux couches internes :
- le carbone situé en surface réagit avec l'atmosphère oxydante (cf. diagramme d'Ellingham), notamment si de l'oxygène est présent :

2 C(s) + O2 → 2 CO↗, et ;
   C(s) + O2 → CO2↗
- l'oxydation du carbone à la surface et son élimination en phase gazeuse (CO, CO2) crée un gradient de concentration en carbone dissout dans le métal, ce qui « pompe » par diffusion le carbone situé dans la masse en profondeur vers la surface.

La limite d'élasticité Re, la résistance à la rupture Rm et la dureté H de l'acier diminuent.
La décarburation peut être volontaire : c'est une manière de diminuer la teneur en carbone d'un acier. Cependant, cela concerne les couches superficielles de la pièce. La décarburation peut également être un phénomène « parasite », non recherché, durant des procédés de travail à chaud comme le laminage à chaud ou bien le recuit si la surface de la pièce à traiter entre en contact direct avec l'oxygène atmosphérique (en absence de gaz inerte de protection comme de l'azote ou de l'argon).

### Décarburation en phase liquide
La décarburation du métal en phase liquide à l'état fondu (fonte ou acier à affiner) se fait soit par réaction du carbone dissous avec des scories riches en oxyde de fer(II) FeO :
C(dissous) + FeO(solide) → CO(gaz) + Fe(liquide)
soit par réaction du carbone avec l'oxygène atmosphérique (réaction à la surface du bain fondu) ou bien avec de l'oxygène injecté :
2 C(dissous) + O2 (gaz) → 2 CO(gaz)
Les deux réactions produisent du monoxyde de carbone (CO) qui s'échappe du bain sous forme de minuscules bulles de gaz. Ces réactions sont très vigoureuses et le CO ainsi libéré contribue à l'agitation du bain de métal liquide et du laitier en fusion. Sous leur effet, une émulsion de laitier liquide et de gaz se forme à la surface du bain qui se met à mousser. 
Lors de la conversion de la fonte en acier, l'oxyde de fer (FeO) peut soit provenir du laitier (addition de scories ferreuses), soit être directement produit par la réaction de l'oxygène insufflé et du fer métallique.
L'injection d'oxygène est utilisée soit pour la conversion de la fonte en acier, soit pour l'affinage de l'acier (obtention d'un acier à basse teneur en carbone), dans les procédés industriels AOD (argon oxygen decarburisation), RH-OB (dégazage sous vide par recirculation), VOD/ASV (vacuum oxygen decarburisation, affinage sous vide) ou CAS-OB (composition adjustment by sealed argon bubbling and oxygen blowing).

## Opération inverse
A l'inverse, il est possible d'enrichir un alliage de fer en carbone. La cémentation consiste à enrichir en carbone la surface d'une pièce en acier afin de pouvoir la durcir par trempe superficielle. Lorsque l'on souhaite transformer de l'acier de recyclage en fonte, on effectue une carburation en chauffant l'acier mélangé à du coke en combustion dans un four nommé cubilot.